# تامبت تويسك
تامبت تويسك (بالإستونية: Tambet Tuisk)‏ هو ممثل إستوني، ولد في 23 مايو 1976.

## وصلات خارجية
- تامبت تويسك على موقع IMDb (الإنجليزية)
- تامبت تويسك على موقع ألو سيني (الفرنسية)
- تامبت تويسك على موقع أول موفي (الإنجليزية)
- تامبت تويسك على موقع قاعدة بيانات الفيلم (الإنجليزية)
- تامبت تويسك على موقع كينوبويسك (الروسية)